# Утишево
Утишево — деревня в Волоколамском районе Московской области России. Входит в состав сельского поселения Кашинское. Население — 1 чел. (2010).

## География
Деревня Утишево расположена на северо-западе Московской области, в северной части Волоколамского района, неподалёку от автодороги Р107 Клин — Лотошино, примерно в 12 км к северу от города Волоколамска.
В деревне 3 улицы — Свободная, Спортивная и Широкая, зарегистрировано 2 садовых товарищества. Ближайшие населённые пункты — деревни Большое Стромилово, Речки и Стеблево. Рядом с деревней протекает Буйгородский ручей.

## Население
| 1852 | 1859 | 1926 | 2002 | 2006 | 2010 |
| ---- | ---- | ---- | ---- | ---- | ---- |
| 176  | ↗213 | ↗278 | ↘2   | ↗4   | ↘1   |

## История
В «Списке населённых мест» 1862 года Утишево — казённая деревня 2-го стана Волоколамского уезда Московской губернии по левую сторону Клинского тракта (из Волоколамска), в 12 верстах от уездного города, при колодцах, безымянных речках и прудах, с 28 дворами, 2 фабриками и 213 жителями (100 мужчин, 113 женщин).
По данным 1890 года входила в состав Буйгородской волости Волоколамского уезда, в деревне располагалась квартира полицейского урядника, число душ мужского пола составляло 95 человек.
В 1913 году — 58 дворов.
По материалам Всесоюзной переписи 1926 года — центр Утишевского сельсовета Буйгородской волости Волоколамского уезда, проживало 278 жителей (119 мужчин, 159 женщин), насчитывалось 58 хозяйств, среди которых 57 крестьянских, имелась школа.
С 1929 года — населённый пункт в составе Волоколамского района Московского округа Московской области. Постановлением ЦИК и СНК от 23 июля 1930 года округа как административно-территориальные единицы были ликвидированы.
1930—1939 гг. — деревня Блудского сельсовета Волоколамского района.
1939—1959 гг. — деревня Речкинского сельсовета Волоколамского района.
1959—1963 гг. — деревня Поповкинского сельсовета Волоколамского района.
1963—1965 гг. — деревня Поповкинского сельсовета Волоколамского укрупнённого сельского района.
1965—1972 гг. — деревня Поповкинского сельсовета Волоколамского района.
1972—1994 гг. — деревня Стеблевского сельсовета Волоколамского района.
В 1994 году Московской областной думой было утверждено положение о местном самоуправлении в Московской области, сельские советы как административно-территориальные единицы были преобразованы в сельские округа.
1994—2006 гг. — деревня Стеблевского сельского округа Волоколамского района.
С 2006 года — деревня сельского поселения Кашинское Волоколамского муниципального района Московской области.

## Достопримечательности
Во время Великой Отечественной войны 1941—1945 гг. в районе деревни велись бои, в связи с чем недалеко от неё, у автодороги Р107, установлен памятный знак с надписью:
Здесь, у д. Утишево, 30.XI.1941 г. группа партизан из первого Волоколамского отряда под руководством Ильи Кузина разгромила немецкую колонну автомашин с боеприпасами. Уничтожено 20 оккупантов и много военного снаряжения.